# Gino Corsini
Gino Corsini (Vada, 11 agosto 1907 – 4 gennaio 1999) è stato un calciatore italiano, di ruolo terzino.

## Carriera
Giocò per due stagioni in Serie A con il Livorno.

## Palmarès

### Club

#### Competizioni nazionali
- Serie B: 1

Livorno: 1932-1933